# Villiaumit

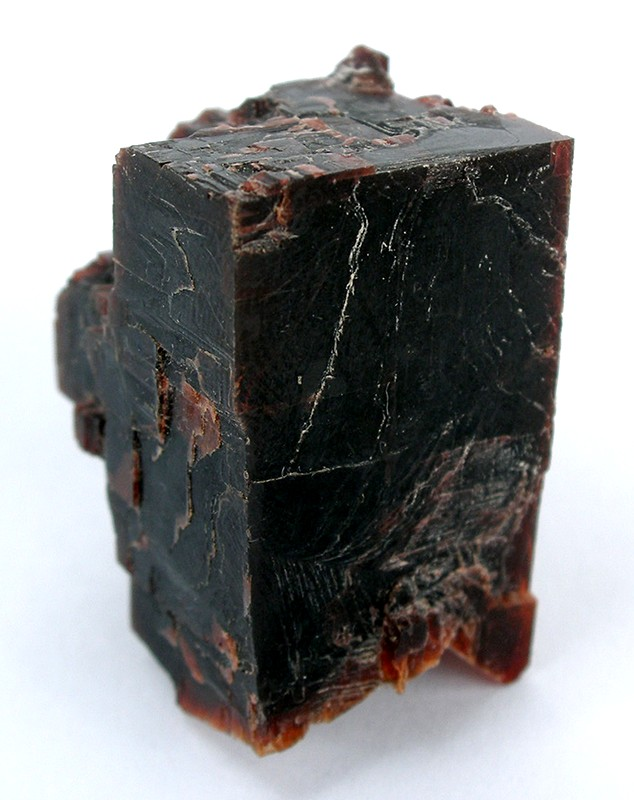
Villiaumit. Lokalizacja: Mont Saint-Hilaire, Rouville RCM, Montérégie, Québec, Kanada.

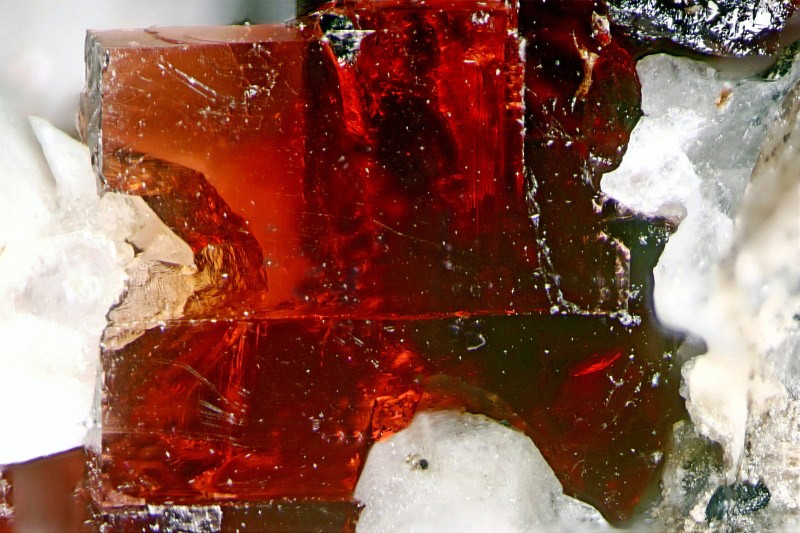
Villiaumit. Lokalizacja: Mont Saint-Hilaire, Rouville RCM, Montérégie, Québec, Kanada.

Villiaumit – minerał z gromady halogenków będący krystalicznym fluorkiem sodu (NaF). Należy do minerałów bardzo rzadkich. Nazwa pochodzi od nazwiska Maxime'a Villiaume'a – francuskiego podróżnika i kolekcjonera minerałów, głównie z Gwinei i Madagaskaru, który jako pierwszy w 1908 roku opisał minerał pochodzący z Wysp Los w Gwinei.

## Właściwości
Villiaumit bardzo rzadko tworzy kryształy, które przybierają postać słabo wykształconych sześcianów. Zwykle występuje w skupieniu ziarnistym. Ma barwę czerwoną, karminową, ciemnowiśniową, szkarłatnoczerwoną, brązową, różową. Kryształy syntetycznego fluorku sodu są bezbarwne, natomiast zabarwienie villiaumitu jest spowodowane defektami sieci krystalicznej w minerale, będących efektem oddziaływania zewnętrznego promieniowania jonizującego. Ogrzewany do temperatury 300 °C staje się bezbarwny. Minerał odznacza się wyjątkowo silnym pleochroizmem, obserwowane barwy oscylują od jaskrawożółtej do ciemnoczerwonej. Minerał jest przezroczysty do nieprzeświecającego, o szklistym połysku. Jest rozpuszczalny w wodzie.

## Toksyczność
Jak wszystkie rozpuszczalne fluorki, jest bardzo toksyczny dla człowieka. LDLo wynosi ok. 70 mg/kg (doustnie). W przypadku spożycia odpowiednio dużej dawki niemal natychmiast pojawiają się bóle brzucha, nudności, wymioty, wzmożone wydzielanie śliny, czasem bóle głowy, nadmierne pocenie się i uczucie osłabienia. W dawce zbliżonej do śmiertelnej występują zaburzenia sercowo-naczyniowe i funkcji mięśni w wyniku zaburzeń elektrolitowych, głównie hipokalcemii i hiperkaliemii; przejawia się to bólami mięśniowymi, bolesnymi skurczami, drgawkami, spadkiem ciśnienia tętniczego, zaburzeniem rytmu serca. Rozwija się również mieszana kwasica oddechowo-metaboliczna w wyniku zaburzeń układu oddechowego i funkcji nerek.

## Występowanie
Villiaumit jest minerałem bardzo rzadkim. Zwykle jest składnikiem sjenitów nefelinowych. Występuje w Gwinei (Wyspy Los, gdzie został odkryty), Rosji – Chibiny (Półwysep Kolski), Kanadzie – Mon Saint Hilaire w Quebec, Kenii – złoże Magadii i na Grenlandii – Ilimaussak.

## Zastosowanie
Minerał cieszy się dużym zainteresowaniem kolekcjonerów. Nie ma zastosowania w jubilerstwie.